# SGR
SGR (Soft Gamma Repeater) jsou v astronomii zdroje emitující v nepravidelných intervalech rozsáhlé záblesky měkkého gama a tvrdého rentgenového záření, o nichž nyní soudíme, že jsou to magnetary.
První SGR byl objeven 5. března 1979, kdy byl zaznamenán mohutný gama záblesk. Množství přístrojů v různých oblastech sluneční soustavy zaregistrovalo záblesk v mírně odlišných časech, což dovolilo určit jeho směr a ukázalo se, že pocházel ze zbytků supernovy ve Velkém Magellanovu oblaku.
S postupem času bylo stále jasnější, že nešlo o normální gama záblesk. Fotony byly méně energetické (v měkkém gama a tvrdém rentgenovém oboru) a ze stejné oblasti přicházely další záblesky.
Teorii, že zábleskové zdroje v měkkém gama oboru jsou magnetary, otestovala řecká astronomka Chryssa Kouveliotou. Podle teorie měly záblesky způsobovat zpomalování rotace objektu. V roce 1998 prováděla pečlivá srovnání pediodicity zábleskového zdroje SGR 1806-20. Perioda se od roku 1993 prodloužila o 0,008 s a podle jejích výpočtů by to odpovídalo magnetaru s magnetickým polem o síle 8×1010 tesla (8×1014 gaussů). Tyto výsledky přesvědčily mezinárodní astronomickou společnost, že zábleskové zdroje v měkkém gama oboru jsou vskutku magnetary.